# .ao
.ao este un domeniu de internet de nivel superior, pentru Angola (ccTLD).